# Tractat de París (1814)
El Tractat de París (o Primer Tractat de París) va ser signat el 30 de maig de 1814, acabant la guerra entre França i la Sisena Coalició formada pel: Regne Unit, Rússia, Àustria, Suècia, Portugal i Prússia.

## Antecedents
Després del desastre de la Grande Armée a la Invasió francesa de Rússia, les potències continentals que havien estat constantment humiliades per Napoleó en diverses guerres al llarg de tota una dècada, van veure finalment una oportunitat de derrotar, i es van unir a la coalició que fins llavors consistia en l'aliança entre russos, britànics, espanyols i portuguesos (aquests últims en la Guerra del Francès).
L'etapa final de la campanya, la defensa de França, va fer tornar a l'emperador a la lluita al capdavant de les seves tropes contra un enemic immensament superior en nombre a la Campanya dels Sis Dies, la qual molts consideren la millor campanya de tota la seva carrera. Finalment, els seus anteriors pèrdues a Rússia i Alemanya així com el nombre aclaparador d'efectius coalitzats van ser massa grans com per ser remeiats en aquesta última etapa. El Tractat de Chaumont de febrer de 1814 demanava a Napoleó que deixés totes les seves conquestes, revertint així a França a les seves fronteres pre-revolució, a canvi d'un alto el foc. Si Napoleó refusava el tractat, els Aliats prometien continuar la guerra. L'endemà Napoleó va refusar el tractat, acabant la seva última possibilitat d'un final negociat.
A mitjans de març de 1814, quan la victòria a Laon va tornar a posar la coalició a l'ofensiva. En absència de prussians i russos, la Coalició va acordar la restauració de la dinastia borbònica. Francesc va rebutjar una petició final de Napoleó que abdicaria a favor del seu fill amb Marie Louise com a regent, i el 31 de març de 1814, París és ocupada per les tropes aliades i l'11 d'abril Napoleó Bonaparte és exiliat a l'illa d'Elba pel Tractat de Fontainebleau.

## Les converses
El comte Carles d'Artois i els aliats van signar un armistici el 23 d'abril de 1814 com a resultat de les negociacions a Fontainebleau i les converses de pau van començar el 9 de maig entre Talleyrand en nom de Lluís XVIII de França, el rei Borbó a l'exili, i els aliats. El Tractat de París va establir la pau entre França i Gran Bretanya, Rússia, Àustria i Prússia, que al març havien definit el seu objectiu de guerra comú al tractat de Chaumont. Els signants van ser: Talleyrand, per França, els lords Castlereagh, Aberdeen i Cathcart per a Gran Bretanya, els comtes Razumovski i Nesselrode per Rússia, Metternich i von Stadion per Àustria, i el Baró von Hardenberg i Wilhelm von Humboldt per Prússia. El Tractat també va ser signat per Portugal i Suècia mentre que Espanya el va ratificar poc després al juliol. Els aliats no van signar un document comú, sinó que van concloure tractats separats amb França que permetien esmenes específiques.

## El tractat

En vermell, guanys territorials al tractat de 1814, i perduts en 1815

El tractat va forçar l'abdicació de Napoleó Bonaparte, i va restaurar els Borbons en la figura de Lluís XVIII de França. Els termes del tractat van ser poc severs amb França, per evitar el descontentament popular que possiblement amenaçava la restauració monàrquica. Li va ser permès conservar les fronteres de 1792 a més dels enclavaments del Comtat Venaissí amb Avinyó, que abans de la revolució eren un enclavament papal considerat anacrònic, el Principat de Montbéliard i la República de Mülhausen.
També s'icorporaven els enclavaments que antigament pertanyien a Alemanya: a la frontera nord-est, Philippeville, Mariembourg, Saarlouis i Landau, al departament de Jemmapes els cantons de Dour, Merbes-le-Château, Beaumont i Chimay, al departament de Sambre-et-Meuse els cantons de Walcourt, Florennes, Beauraing i Gedinne, al departament de Sarre els cantons de Sarrebruck i Sankt Arnual, així com part del de Lebach, i la part dels departaments de Bas-Rhin i Mont-Tonnerre situada a la riba dreta del Queich.
La majoria de les colònies que França havia perdut durant el transcurs de la guerra li van ser retornades, amb l'excepció de Malta, Tobago, Saint Lucia i l'Illa Maurici, les quals van ser transferides als britànics. Tanmateix, les forces victorioses van ser conscients sobre la possibilitat que el poder francès tornés a ser una amenaça en el futur i, amb això al cap, els territoris circumdants a França van ser reforçats.
Els actuals països de Bèlgica i Països Baixos van ser units sota la Casa d'Orange-Nassau per formar un estat més fort, el Regne dels Països Baixos; havia provisions similars al sud en consolidar el regne de Piemont-Sardenya. El Regne Llombardovènet es va incorporar a l'Imperi Austríac. En una altra banda, es va acordar que el buit alemany deixat pel col·lapse del Sacre Imperi Romanogermànic, i el seu successor, la Confederació del Rin, podia ser resolt per una federació d'estats alemanys independents, la Confederació Germànica que es formà el 1815 pel Congrés de Viena. Igualment, els estats italians van ser restaurats i a Suïssa se li va garantir la seva independència. El tractat també imaginava que França hauria abolir gradualment l'esclavitud, durant un període de cinc anys, amb incentius econòmics i territorials dels britànics. El Príncep de França va expressar el seu desig d'abolir l'esclavitud però amb el suport que li donaria el seu poble. El seu negociador va ser Charles Maurice de Talleyrand.
El tractat preveia la celebració d'un congrés internacional a Viena per tractar els temes pendents i la reorganització d'Europa, que va començar el novembre del mateix any.

### Mònaco
En aplicació del principi de legitimitat, Honorat IV de Mònaco recuperava el seu tron i França la protecció sobre el Principat de Mònaco. Aquesta protecció seria transferida al Regne de Sardenya-Piemont en el segon Tractat de París de 1815.

### Ultramar
El Regne Unit de la Gran Bretanya i Irlanda cedia Guadalupe, Martinica i l'Illa de la Reunió a França però conserva Malta, Maurici, les Seychelles, Tobago i Saint Lucia. França retrocedia Santo Domingo a Espanya, i Saint-Domingue era reconegut com a colònia francesa no reconeixent la independència d'Haití proclamada el 1804 per Jean-Jacques Dessalines, i el Senegal i Gàmbia també es restituïren pela anglesos a França.

## Conseqüències
El 12 de febrer de 1815 Fleury de Chaboulon, va desembarcar a Portoferraio i va presentar a Napoleó un estat alarmant del país, a punt d’explotar i l'emperador se sent preparat, amb la intenció de repetir la seva precipitada sortida d'Egipte el 1799, quan, eludint la vigilància anglesa, va desembarcar a Fréjus i va arribar a París per executar el Cop d'estat del 18 de brumari. L'exèrcit enviat per Lluís XVIII de França per a detenir-lo l'acull, en canvi, com un heroi. El mariscal Michel Ney quan es troba amb ell a Auxerre s'inclina davant Napoleó.) 
El 13 de març de 1815 les potències del Congrés de Viena el declararen fora de la llei. Quatre dies més tard, el Regne Unit, Rússia, Àustria i Prússia es varen comprometre a aportar 150.000 homes al combat per acabar amb ell, mentre arreu, camperols, obrers i burgesos, aplaudeixen i els regiments es manifesten, i la nit del 19 de març Lluís XVIII fuig per exiliar-se a cap a Beauvais amb la seva cort. Napoleó arriba a París i va tornar al palau de les Tuileries i va reorganitzar l'exèrcit per enfrontar-se als seus enemics aconseguint reunir 290.000 tropes actives i 220.000 tropes auxiliars en deu setmanes.

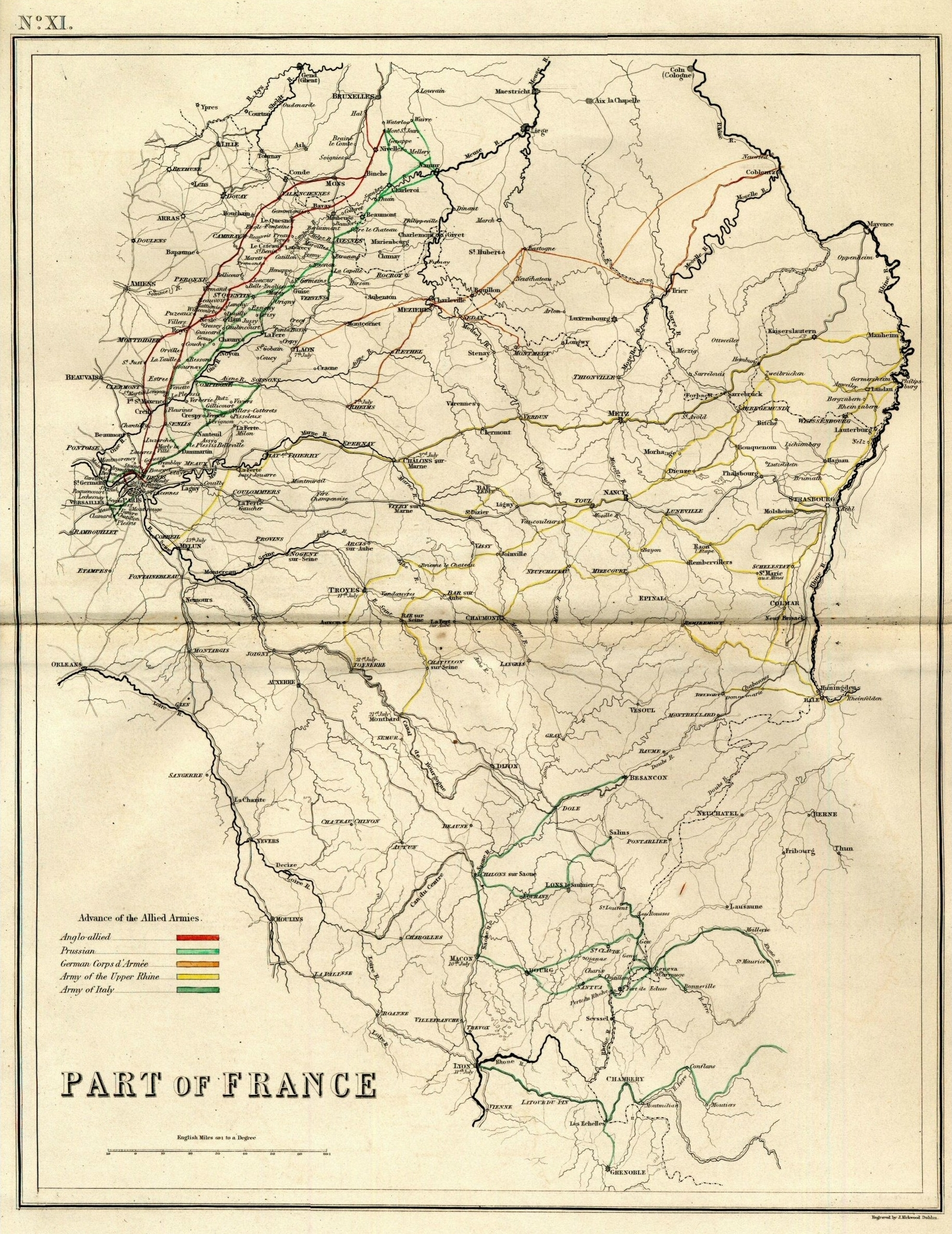
La invasió de França pels exèrcits de la Setena Coalició el 1815

El resultat va ser la campanya de Bèlgica, que va concloure amb la derrota a la batalla de Waterloo el 18 de juny de 1815. Després de la derrota a Waterloo, Napoleó arribà a París pensant encara a resistir però l'ambient en les cambres i en l'opinió pública ho impedí i Napoleó no va dissoldre les cambres parlamentàries ni va declarar la dictadura. El 22 de juny Napoleó abdicava en favor del seu fill Napoleó II, que es trobava a Àustria i mai va arribar a regnar. Napoleó es va retirar a Malmaison i quan els prussians s'hi acostaren marxà a Rochefort, des d'on esperava marxar als Estats Units. El 3 de juliol, París es va rendir als exèrcits de la coalició. Lluís XVIII va tornar a la seva capital per segona vegada, cinc dies després, i l'emperador no va arribar a Amèrica, ja que va ser capturat i enviat a l'exili de l'illa Santa Helena, on hi passà la resta de la seva vida.
El Tractat de París de 1815 es va signar el 20 de novembre, i França i els aliats (Àustria, Imperi Rus, Prússia, el Regne Unit i el Regne Unit dels Països Baixos) n'eren les signataris. El tractat estipulava que França tornés a les seves fronteres de 1790, que pagués 700 milions de francs d'indemnitzacions i el cost d'un exèrcit d'observació de 150.000 soldats. Aquest tractat era un compliment a les conclusions del Congrés de Viena i del Tractat de Fontainebleau (1814).